# 2010年ATP世界巡回赛总决赛
2010年巴克莱银行ATP世界巡回赛总决赛（2010 Barclays ATP World Tour Finals）于2010年11月21日-11月28日在英国伦敦的O2体育馆举行。
上屆冠軍尼古莱·达维登科未能衛冕此賽事。
本屆賽事單打由羅傑·費達拿奪得，雙打由丹尼尔·内斯特及内纳德·齐莫尼奇勝出。

## 參賽資格
頂尖八位球員(或組合)在大滿貫賽事、ATP巡迴賽、台維斯盃獲得最多績分可入圍2010年巴克莱银行ATP世界巡回赛总决赛，除了在2010年所獲得的積分外，還包括去年台維斯盃與2009年巴克莱银行ATP世界巡回赛总决赛。
一位球員要獲得資格，在2009年的年終排名前30位球員必須參加在2010年的四大滿貫賽事與八項大師1000系列賽。此外，他在2010年的ATP世界巡迴賽500賽中表現最佳的四項賽事與他在2010年的ATP世界巡迴賽250賽中表現最佳的兩項賽事會算入在他的排名內。在入賽截止日期獲得正選資格的球員不參加比賽就無法獲得這項比賽的積分。2009年，蒙地卡羅勞力士1000賽變成可選擇的賽事。但是有選手參賽的話，其結果則列入計算和ATP世界巡迴賽500賽表現四項最好的計分則忽略(他的三項ATP世界巡迴賽500賽仍保留)。如果球員沒打規定內的500賽和ATP250賽或挑戰賽最好的結果，台維斯盃則列入500賽的計算(取最好的結果)，假如球員沒有打足夠的250賽與挑戰賽，世界團體錦標賽則列入250賽的計算(假如參加或取最好的結果)。假如球員沒有出席規定的賽事(受傷的原因)，ATP250賽與挑戰賽被列入18項計分中。 團體排名挑戰賽的績分被排除。
球員經核實因傷病而缺席比賽累積超過30天（含30天）不會面臨任何處罰。
參加了巴克萊年終總決賽的八位選手的總決賽積分可以額外算作第19站加入排名積分

## 晉級球手

### 單打
| # | 球員                        | 積分   | 參加賽事 | 入圍日期 |
| - | --------------------------- | ------ | -------- | -------- |
| 1 | 拉斐爾·納達爾（西班牙）     | 11,450 | 16       | 6月7日   |
| 2 | 羅傑·費德勒（瑞士）         | 7,645  | 17       | 8月30日  |
| 3 | 諾瓦克·喬科維奇（塞尔维亚） | 5,635  | 18       | 10月9日  |
| 4 | 羅賓·索德靈（瑞典）         | 5,380  | 22       | 10月23日 |
| 5 | 安迪·穆雷（英国）           | 5,360  | 18       | 10月14日 |
| 6 | 托馬什·貝爾迪赫（捷克）     | 3,755  | 25       | 11月11日 |
| 7 | 大衛·費雷爾（西班牙）       | 3,735  | 23       | 11月11日 |
| 8 | 安迪·羅迪克（美国）         | 3,665  | 17       | 11月11日 |

拉斐爾·納達爾

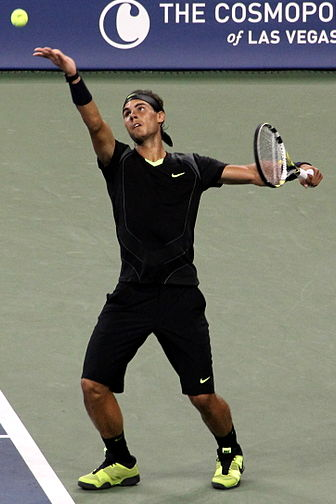
拉斐爾·納達爾奪得2010年美國公開賽完成生涯大滿貫

納達爾今年一開始打進卡塔尔埃克森美孚公开赛決賽，以0-6, 7-68, 6-4敗給俄羅斯著名球員尼古萊·達維登科。澳洲公開賽，他在八強敗給安迪·穆雷。納達爾在紅土賽季蒙地卡羅大師賽，決賽以6-0, 6-1直落二盤擊敗費爾南多·貝爾達斯科取得勝利，創下在此地連續六年奪冠，寫下公開賽以來ATP單一賽事最長連霸紀錄，也一掃去年羅馬大師賽以來，長達11個月一冠未得的低潮。 他奪得羅馬大師賽冠軍，決賽以7-5, 6-2直落二盤擊敗同胞大衛·費雷爾這是他在此項賽事的第五座冠軍。 納達爾也在家鄉的馬德里大師賽奪得冠軍，決賽重演去年對陣的戲碼，結果以6-4, 7-65直落二盤復仇羅傑·費德勒，拿下第18座大師系列賽冠軍，超越安德烈·阿加西成為大師系列賽最多奪冠紀錄保持人，納達爾這次健康又狀態調整極佳，結果又和前年一樣以不失一盤重奪法國公開賽冠軍，以6-4, 6-2, 6-4直落三盤擊敗羅賓·索德靈，從後者奪回屬於自己的榮耀 這場法國公開賽決賽的勝利，不僅拿下法網第五座冠軍與第七座大滿貫單打錦標，也使積分再度超越費德勤重登世界第一。完成前所未有的紅土大滿貫 (同年連奪三項紅土大師賽與法網)，並以22連勝完美結束今年的紅土賽季。之後草地賽季的女王盃，納達爾在八強被同胞費利西亞諾·洛佩斯以7-65, 6-4直落二盤淘汰終止24連勝。納達爾在溫布頓錦標賽第二度舉起了金盃，決賽以6-3, 7-5, 6-4直落三盤擊敗托馬什·貝爾迪赫，將大滿貫錦標數量累計到八座。納達爾首次美國公開賽封王，雖然決賽一度因雨延遲仍以6-4, 5-7, 6-4, 6-2擊敗諾瓦克·喬科維奇，以24歲之姿完成職業金滿貫和鎖定年終世界第一  亞洲硬地賽季，納達爾日本公開賽首次參賽，決賽以6-1, 7-5直落二盤擊敗法國球員加埃爾·蒙菲爾斯。巴黎大師賽，納達爾因練球過度，而肩膀受傷。
6月7日，納達爾奪得第五座法國公開賽冠軍，第一位入圍ATP世界巡回赛总决赛。
他第四度參加ATP世界巡迴賽總決賽，二次進入四強。納達爾尋求改善去年在此地一勝未得與一盤未得的情況。
羅傑·費德勒

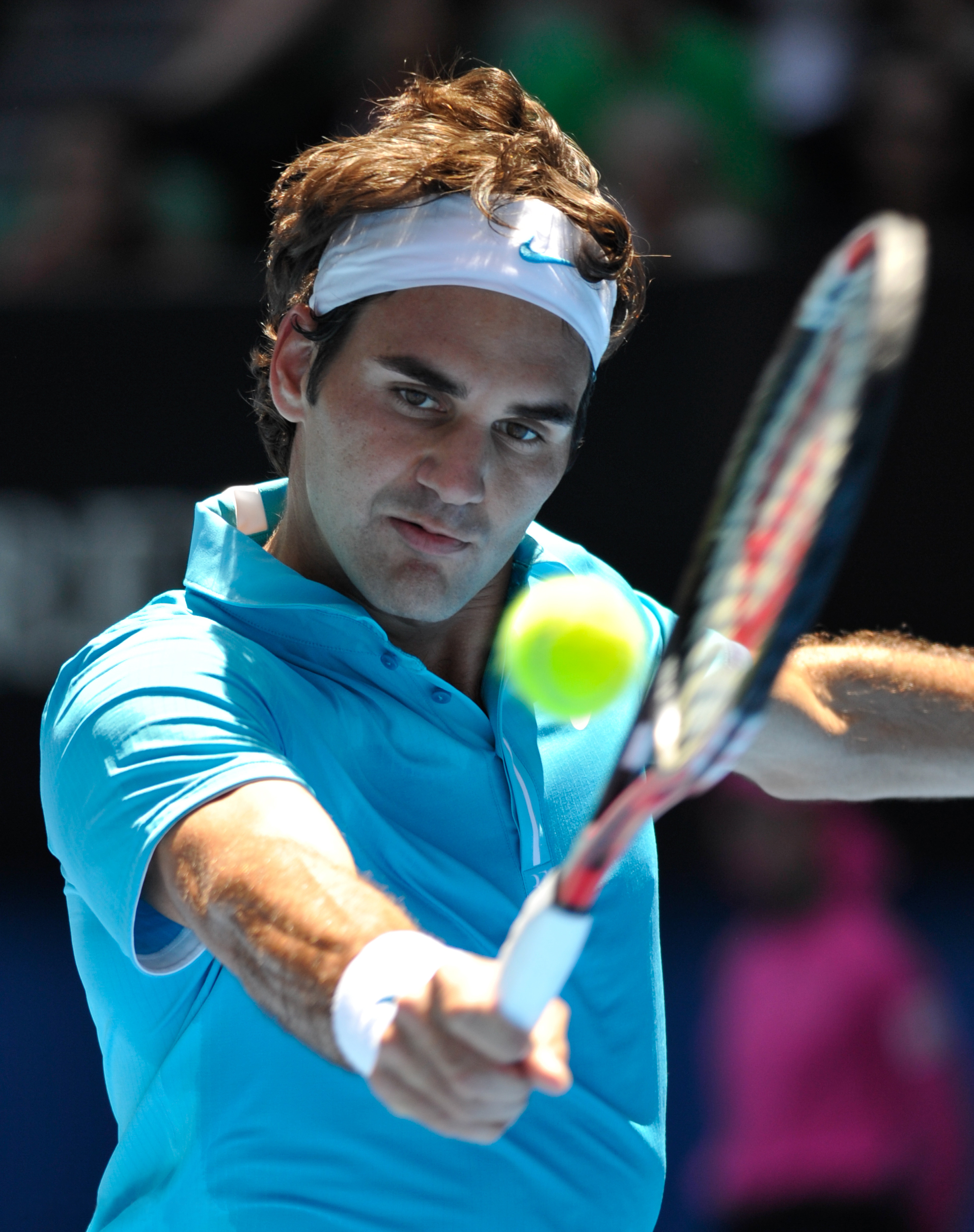
羅傑·費德勒奪得澳洲公開賽冠軍，第四度在此封王

費德勒在年初的第一項大滿貫，澳洲公開賽，決賽以6-3, 6-4, 7-611直落三盤擊敗安迪·穆雷，奪得第四座澳網冠軍與第16座大滿貫單打錦標，費德勒之後並沒有進入任何一場巡迴賽決賽，直到法國公開賽的前哨站馬德里大師賽才進入決賽，結果被宿敵拉斐爾·納達爾以6-4, 7-65直落二盤擊敗，法國公開賽在八強以6-3, 3-6, 5-7, 4-6敗給羅賓·索德靈宣告衛冕失敗。法國公開賽期間，費德勒完成ATP700勝與紅土150勝他之後在兩項ATP巡迴賽進入決賽屈居亞軍，哈雷網球公開賽，被前世界第一萊頓·休伊特以3-6, 7-64, 6-4，中止對後者15連勝。溫布頓錦標賽在八強以4-6, 6-3, 1-6, 4-6敗給托馬什·貝爾迪赫也宣告衛冕失敗 費德勒在溫布頓第一輪完成大滿貫200勝；北美夏季硬地賽季的羅傑斯盃，被尋求衛冕的安迪·穆雷以7-5, 7-5直落二盤擊敗。 費德勒在辛辛那提大師賽衛冕成功，決賽以65-7, 7-61, 6-4苦戰三盤逆轉擊敗美國球員马尔迪·菲什。費德勒在美國公開賽進入四強，以7-5, 1-6, 7-5, 2-6, 5-7大戰五盤敗給塞爾維亞天王諾瓦克·喬科維奇，他也在上海大師賽進入決賽，以3-6, 2-6直落二盤敗給安迪·穆雷。費德勒在斯德哥爾摩公開賽拿到今年第三座冠軍，決賽以6-4, 6-3直落二盤擊敗德國球員佛羅里恩·梅爾。他所奪得的生涯第64座冠軍與美國天王皮特·桑普拉斯的生涯冠軍數量相等。費德勒在家鄉大衛杜夫瑞士室內賽決賽，以6-4, 3-6, 6-1激戰三盤擊敗諾瓦克·喬科維奇，奪得生涯第65座冠軍超越皮特·桑普拉斯，他的生涯冠軍數量排行第四位。費德勒在瑞典斯德哥爾摩達成職業生涯第900場並奪下那場勝利
費德勒在ATP世界巡回赛总决赛有29勝7負的紀錄，奪得2003、2004、2006、2007四屆冠軍。去年他進入四強，今年是他九次參賽。
8月30日，費德勒在辛辛那提大師賽決賽勝利之後，第二位入圍ATP世界巡回赛总决赛。
諾瓦克·喬科維奇

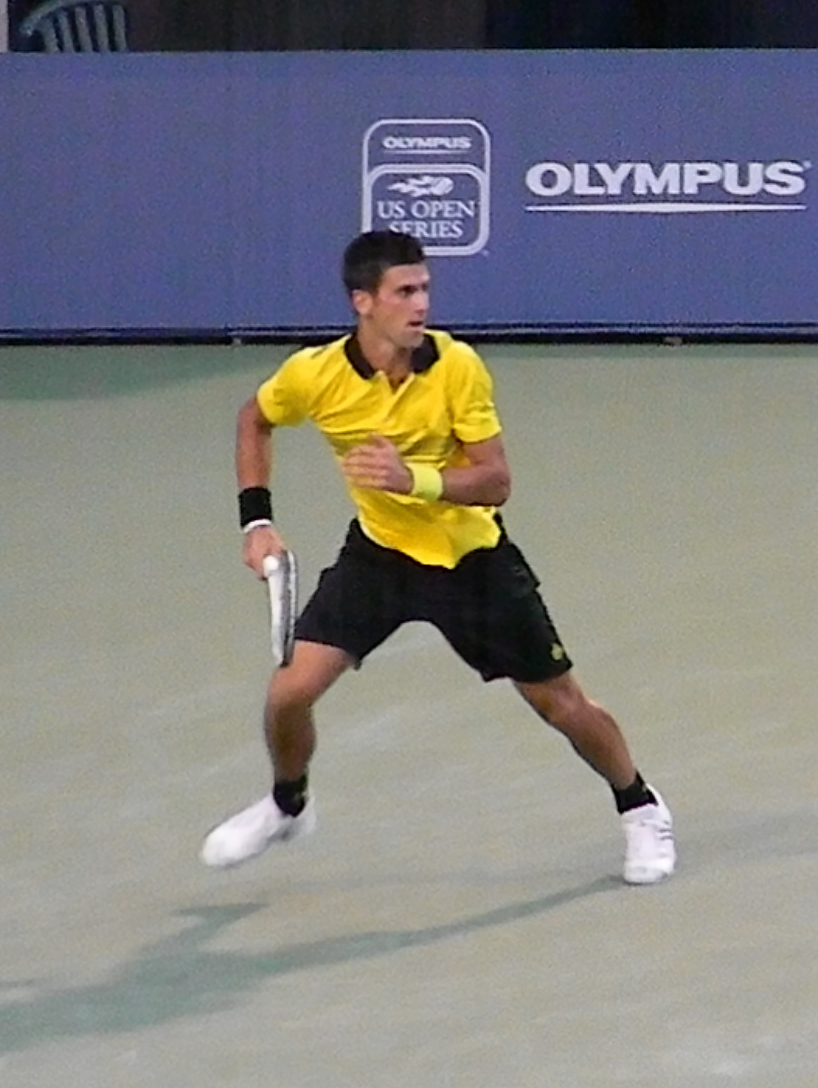
諾瓦克·喬科維奇第二次闖進美國公開賽決賽

喬科維奇在年初的第一項大滿貫系列賽澳洲公開賽，進入八強以68-7, 7-65, 6-1, 3-6, 1-6大戰五盤敗給法國著名球員若-威尔弗里德·特松加之後，由於上屆冠軍拉斐爾·納達爾也在八強出局，喬科維奇的世界排名上升到世界第二。喬科維奇杜拜網球錦標賽成功衛冕，決賽以7-5, 5-7, 6-3激戰三盤擊敗俄羅斯著名球員米哈伊爾·尤日尼。，法國公開賽八強，以6-3, 6-2, 2-6, 63-7, 4-6先赢二盤倒輸三盤遭到奧地利球員梅爾策翻盤，溫布頓錦標賽四強，以3-6, 69-7, 3-6直落三盤敗給捷克球員托馬什·貝爾迪赫，這位塞爾維亞天王，在紅土與草地賽季，陷入發球與健康的低潮。不過他在北美夏季硬地賽季逐漸當時2008年澳洲網球公開賽奪冠的身手，美國公開賽四強，喬科維奇於第五盤對手5-4領先時，他逃過兩個賽末點後，再進而連拿三局，結果以5-7, 6-1, 5-7, 6-2, 7-5大戰五盤擊敗瑞士天王羅傑·費德勒，終止連續三年在美國公開賽敗給後者。 ，在決賽被西班牙天王拉斐爾·納達爾以6-4, 5-7, 6-4, 6-2激戰四盤而落敗，第二度奪得美國公開賽亞軍 喬科維奇在中國公開賽衛冕成功，決賽以6-2, 6-4直落二盤擊敗西班牙著名球員大衛·費雷爾，奪得今年第2座冠軍。大衛杜夫瑞士室內賽，決賽以4-6, 6-3, 1-6激戰三盤不敵地主天王羅傑·費德勒，宣告衛冕失敗。。他代表塞爾維亞參加2010年台維斯盃，拿下五場單打勝利，也幫助塞爾維亞首度打決賽。
10月9日，諾瓦克·喬科維奇於上海大師賽進入四強後，為第三位入圍ATP世界巡回赛总决赛。
喬科維奇曾在2008年，奪得ATP世界巡迴賽總決賽，去年則在小組循環賽出局，這是他四次參賽。
安迪·穆雷

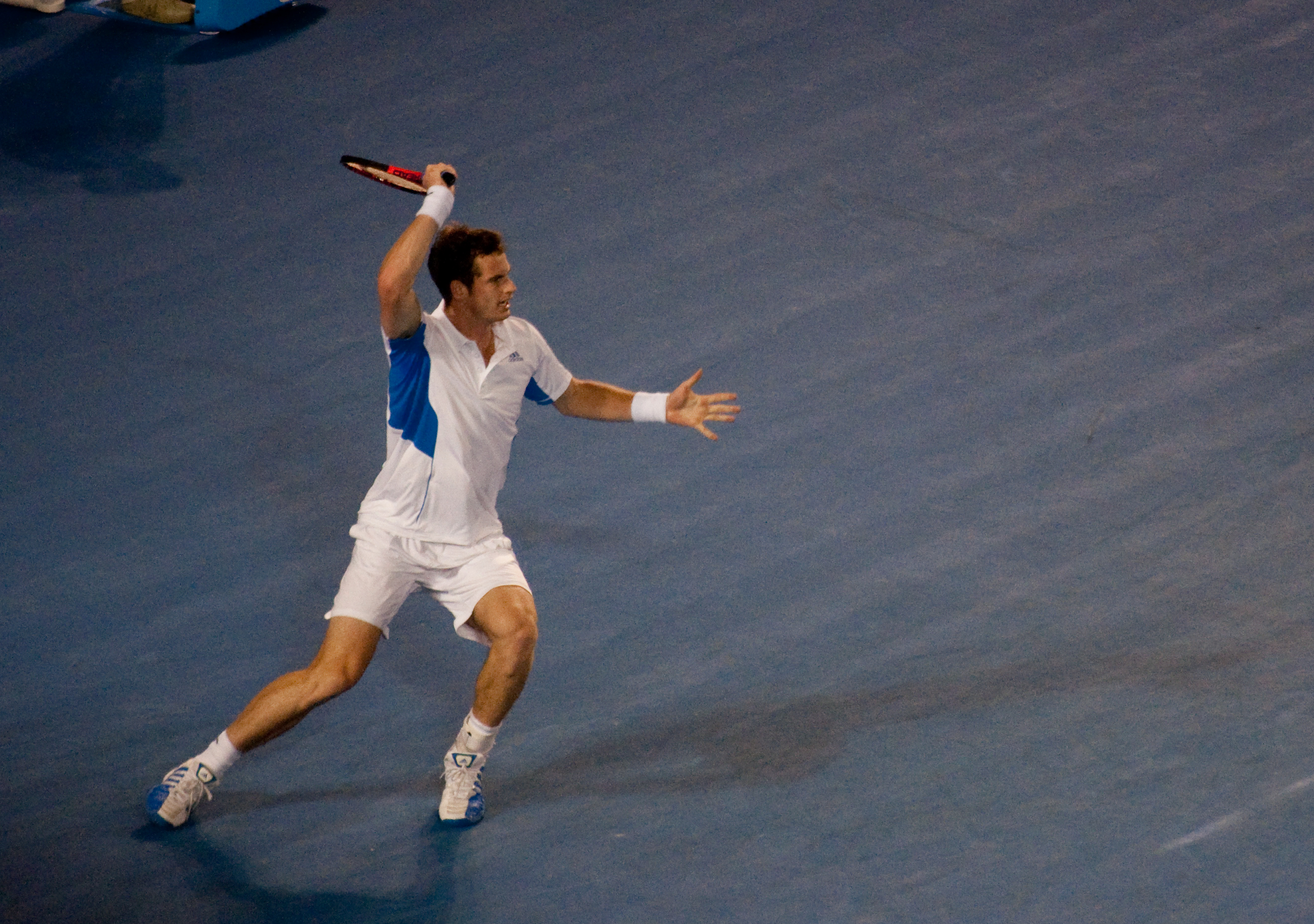
安迪·穆雷首度闖進澳洲公開賽決賽

穆雷在年初的第一項大滿貫系列賽澳洲公開賽八強，以擊敗上屆冠軍拉斐爾·納達爾，而後者在第三盤中宣佈退賽，之後闖進決賽後，被瑞士天王羅傑·費德勒以6-3, 6-4, 7-611直落三盤淘汰出局。澳網決賽輸給費德勒之後，穆雷則陷入低迷的狀態，在八項巡迴賽中只有二項進入八強，法國公開賽則在第四輪，以4-6, 5-7, 3-6敗給托馬什·貝爾迪赫出局，然而，穆雷在溫布頓錦標賽情況有所好轉，以不失一盤的身手，繼去年再度進入四強，不過遭到重回巔峰的拉斐爾·納達爾以6-4, 7-66, 6-4直落三盤淘汰，再度止步於四強。穆雷參賽在美國洛杉磯農民精英賽，決賽被地主球員薩姆·奎里以5-7, 7-62, 6-3先赢一盤再倒輸二盤擊敗。穆雷在北美夏季硬地賽季的羅傑斯盃，決賽以7-5, 7-5直落二盤擊敗瑞士天王羅傑·費德勒，順利衛冕成功，拿下今年第一座冠軍。美國公開賽，第三輪以7-63, 64-7, 3-6, 3-6敗給瑞士球員斯坦尼斯拉斯·瓦夫林卡。穆雷在亞洲秋季硬地賽季的上海大師賽，決賽以6-3, 6-2直落二盤擊敗羅傑·費德勒，而且還以不失一盤拿下今年第二座冠軍
10月13日，穆雷於上海大師賽進入第三輪後，為第四位入圍ATP世界巡回赛总决赛。
穆雷目前在ATP世界巡回赛总决赛是5勝2負的紀錄，目前最好的成績在2008年進入八強。這是他第三度參賽。
羅賓·索德靈

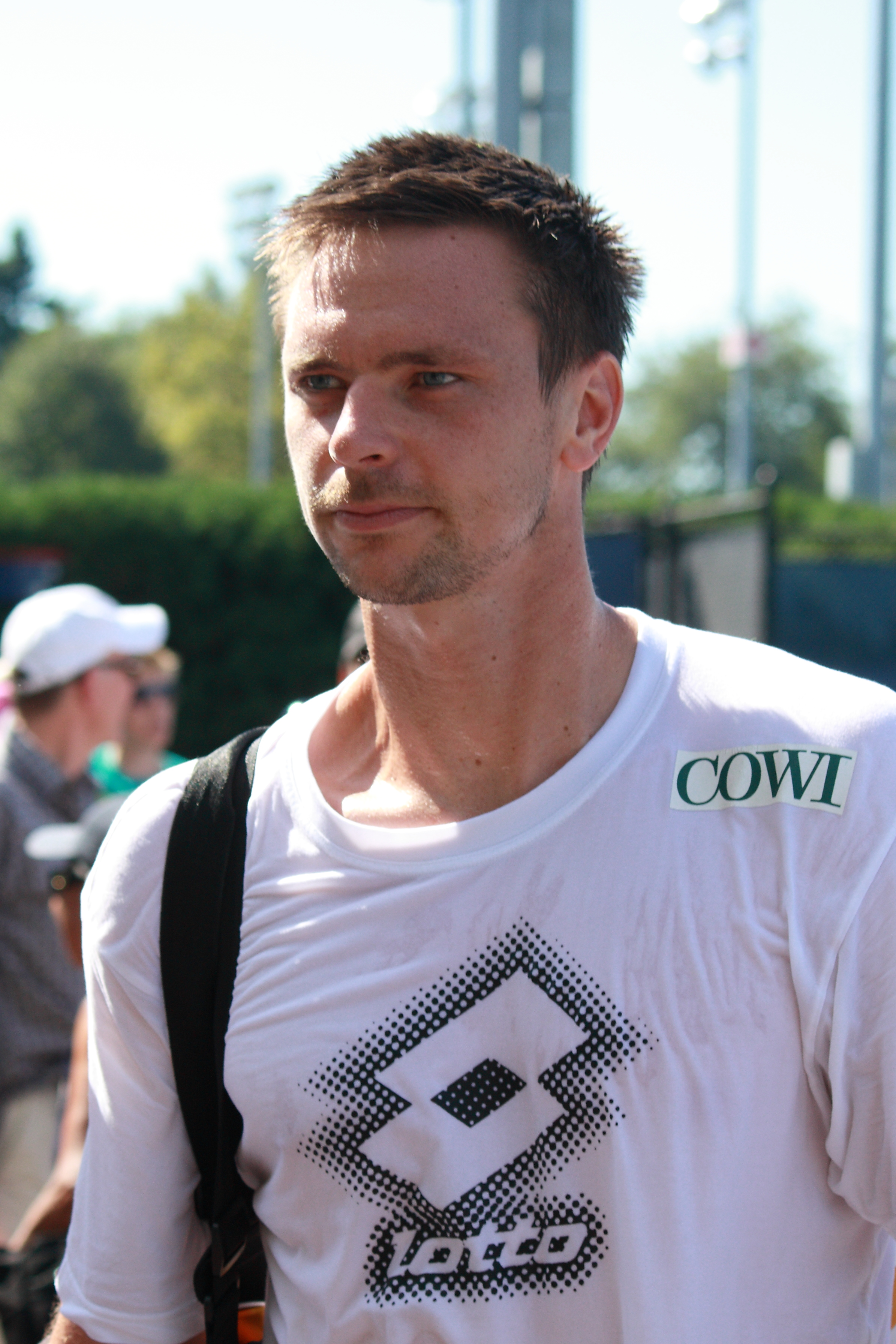
羅賓·索德靈連續二年闖進法國公開賽決賽

索德靈在年初的第一項大滿貫系列賽澳洲公開賽表現不理想，首輪就遭到淘汰出局，不過在澳網後的春季硬地賽季的荷蘭鹿特丹世界銀行錦標賽決賽，當他以6-4, 2-0領先俄羅斯球員米哈伊爾·尤日尼，後者因腿部受傷而宣布退賽。然後在紅土賽季的西班牙巴塞隆納公開賽決賽，被費爾南多·貝爾達斯科以6-3, 4-6, 6所擊敗。在法國公開賽，索德靈恢復去年參賽的身手，一路強勢晉級到八強遇到上屆冠軍羅傑·費德勒，上演去年決賽的對陣戲碼，結果以3-6, 6-3, 7-5, 6-4先輸一盤再倒赢三盤擊敗後者，赢得對費德勒的首場勝利並且中止12連敗，之後再度進入決賽，被拉斐爾·納達爾以6-4, 6-2, 6-4直落三盤擊敗。溫布頓錦標賽，首度進入八強後，又再度與拉斐爾·納達爾交手，結果以6-3, 3-6, 64-7, 1-6先赢一盤再倒輸三盤再度輸給後者。他在家鄉瑞典網球公開賽，決賽以5-7, 6-3, 2-6敗給西班牙球員尼古拉斯·阿爾瑪格羅索德靈也在美國公開賽進入八強，遭到費德勒以6-4, 6-4, 7-5直落三盤淘汰。他也在下列邁阿密大師賽、瓦倫西亞公開賽兩項比賽進入四強。在年底的最後一項巡迴賽2010年巴黎大師賽，他首度闖進進賽後，以6-1, 7-6直落二盤擊敗地主球員加埃爾·蒙菲爾斯，奪得首座大師系列賽冠軍，並且排名將再上升到第四。
10月23日，索德靈進入斯德哥爾摩公開賽八強，法國公開賽亞軍羅賓·索德靈，為第五位入圍ATP世界巡回赛总决赛。
索德靈第二次參加ATP世界巡回赛总决赛，去年四強則是目前最佳的成績。

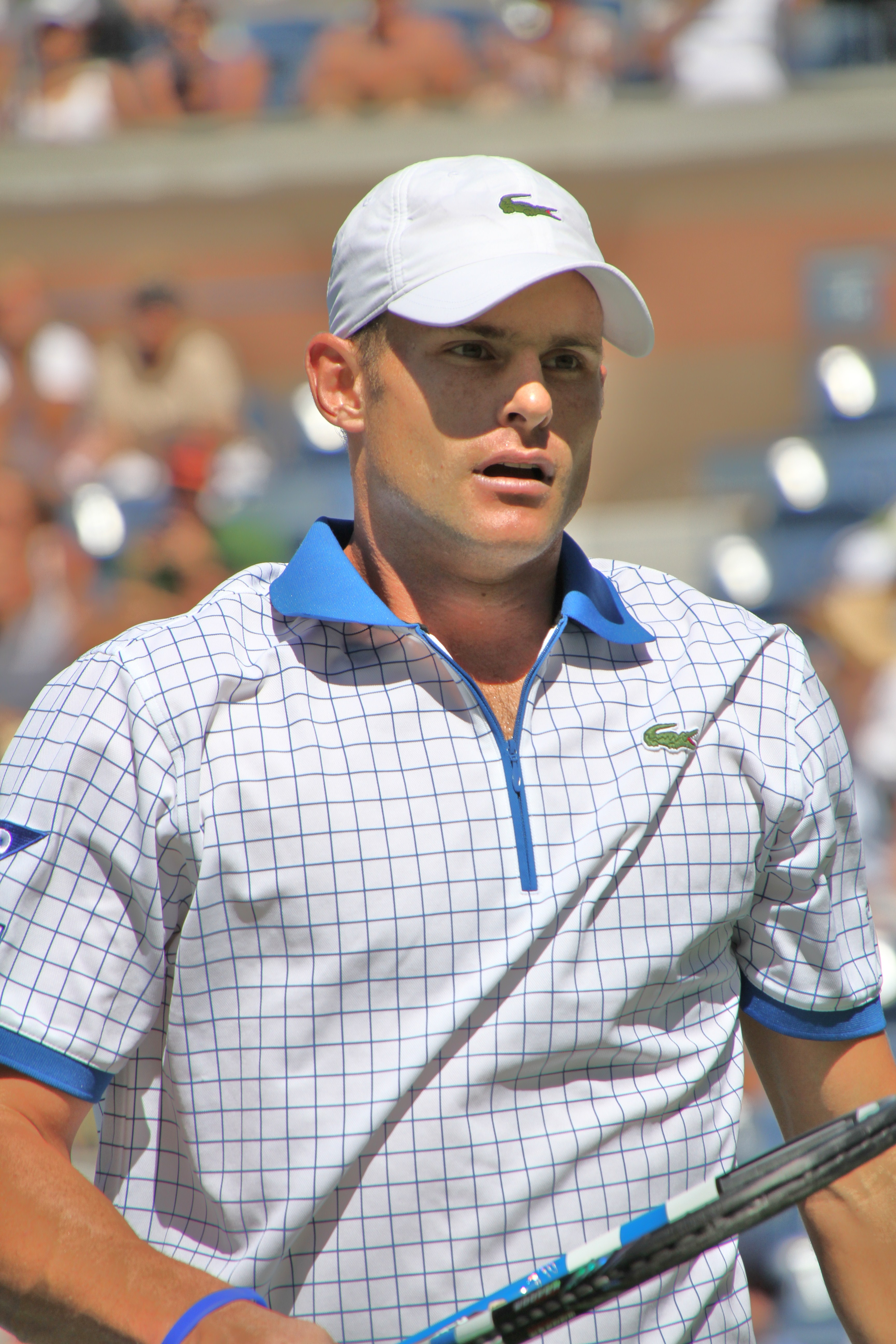
安迪·羅迪克奪得邁阿密冠軍

11月11日，費爾南多貝爾達斯科在巴黎大師賽八強前出局後，則讓安迪·羅迪克、托馬什·貝爾迪赫、大衛·費雷爾順利入圍。
安迪·羅迪克

羅迪克年底一開始的布里斯本國際賽巡迴賽，決賽以7-62, 7-67直落二盤擊敗捷克資深球員拉德克·斯泰潘內克。這是他連續10年獲得ATP冠軍，澳洲公開賽在八強雖然頑強抵抗，延長戰線到第五盤仍遭到克羅埃西亞新秀馬林·西利奇以7-64, 6-3, 3-6, 2-6, 6-3淘汰。之後他在聖荷西SAP公開賽決賽被西班牙著名球員費爾南多·貝爾達斯科以3-6, 6-4, 6-4所擊敗。之後在印第安威爾斯大師賽，自從2006年辛辛那提大師賽以來再度進入大師系列賽決賽，結果被克羅埃西亞資深球員伊万·柳比契奇以7-63, 7-65被連下二盤搶七局擊敗。然而，隨即在隔週邁阿密大師賽，羅迪克在四強以3-6, 6-4, 6-4，於兩盤擊敗西班牙天王拉斐爾·納達爾和最終在決賽以7-5, 6-4直落二盤擊敗捷克球員托馬什·貝爾迪赫，他奪得第五座大師系列賽冠軍，不過羅迪克在歐洲的紅土賽季高掛免戰牌，之後在大滿貫系列賽的表現不盡理想，都是進入第二週的賽事前就已經先出局。法國公開賽在第三輪遭到俄羅斯球員泰穆拉茲·加巴什維利以6-4, 6-4, 6-2直落三盤淘汰，溫布頓錦標賽在第四輪大戰五盤，不過仍遭到台灣球員盧彥勳以4-6, 7-62, 7-64, 65-7, 9-7淘汰。
羅迪克已經連續八強入圍ATP世界巡迴賽總決賽，過去最佳成績則是在2003、2004，2007三度進入四強，去年則沒參賽。
托馬什·貝爾迪赫

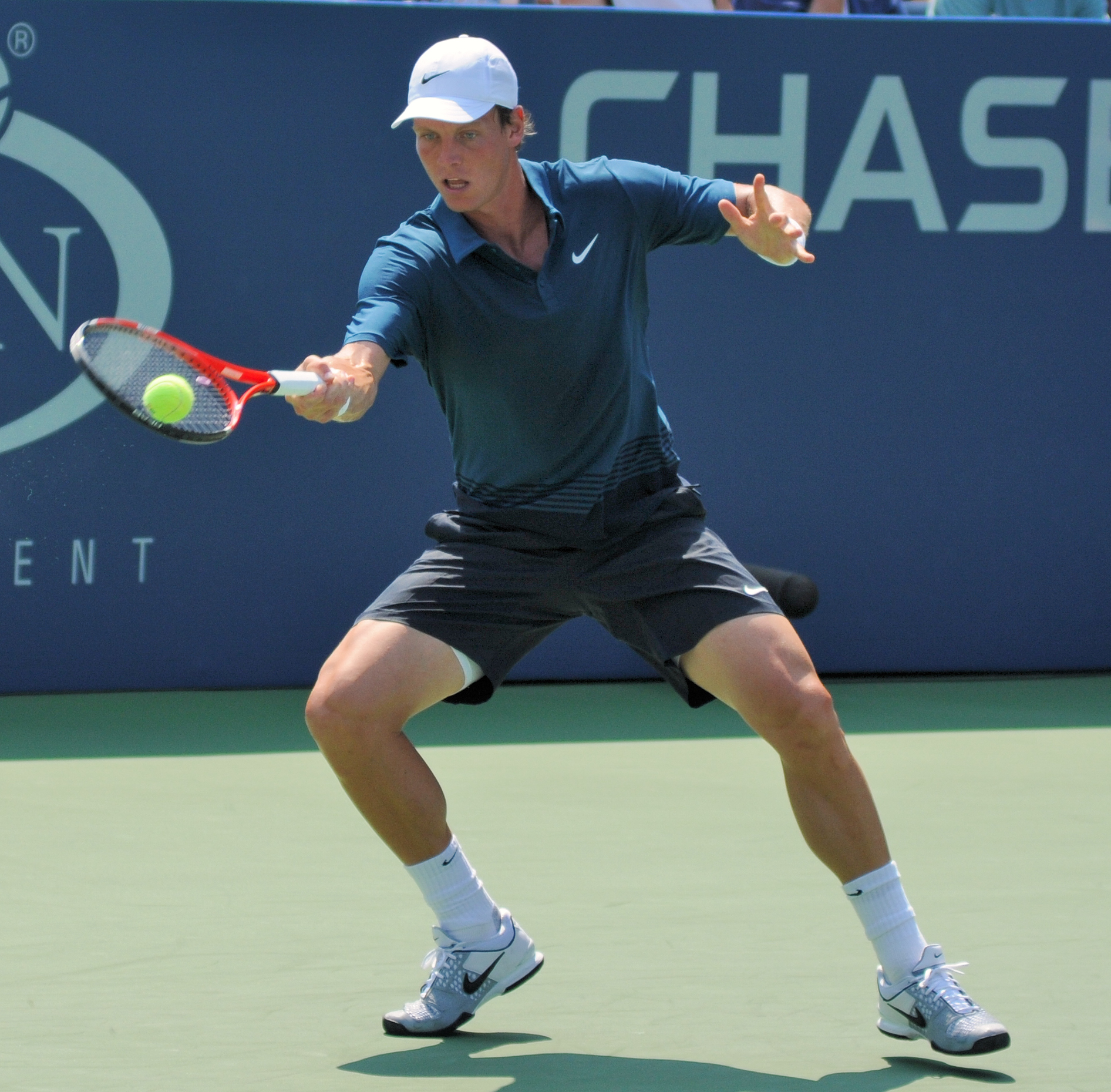
托馬什·貝爾迪赫闖進溫布頓錦標賽決賽

貝爾迪赫在排名上面，有很大的進步，首次上升到世界第六。雖然貝爾迪赫與其他七位球員比較起來，並沒有奪得任何一個巡迴賽冠軍。
貝爾迪赫在年初的表現平平，第一項大滿貫賽事澳洲公開賽在第二輪出局。不過之後他的狀態有所轉變，在北美春季硬地賽季邁阿密大師賽闖入決賽，不敵地主天王安迪·羅迪克以7-5, 6-4而落敗之後他在年中兩項歐洲大滿貫系列賽的表現，給人很深的印象，貝爾迪赫在法國公開賽，第四輪擊敗英國著名球員安迪·穆雷，之後首次闖入大滿貫系列賽四強，結果大戰五盤以3-6, 6-3, 7-5, 3-6, 3-6不敵羅賓·索德靈。貝爾迪赫溫布頓錦標賽大放異彩，在八強他以6-4, 3-6, 6-1, 6-4激戰四盤戰勝連續七年進入決賽的瑞士天王羅傑·費德勒和四強以6-3, 7-69, 6-3直落三盤戰勝世界第三諾瓦克·喬科維奇，首次闖入決賽，雖然最終被重返巔峰的西班牙天王拉斐爾·納達爾以6-3, 7-5, 6-4直落三盤落敗。但是溫布頓之後，他的狀態又滑落，美國公開賽則是首輪出局。
貝爾迪赫是首次ATP世界巡迴賽總決賽亮相。
大衛·費雷爾

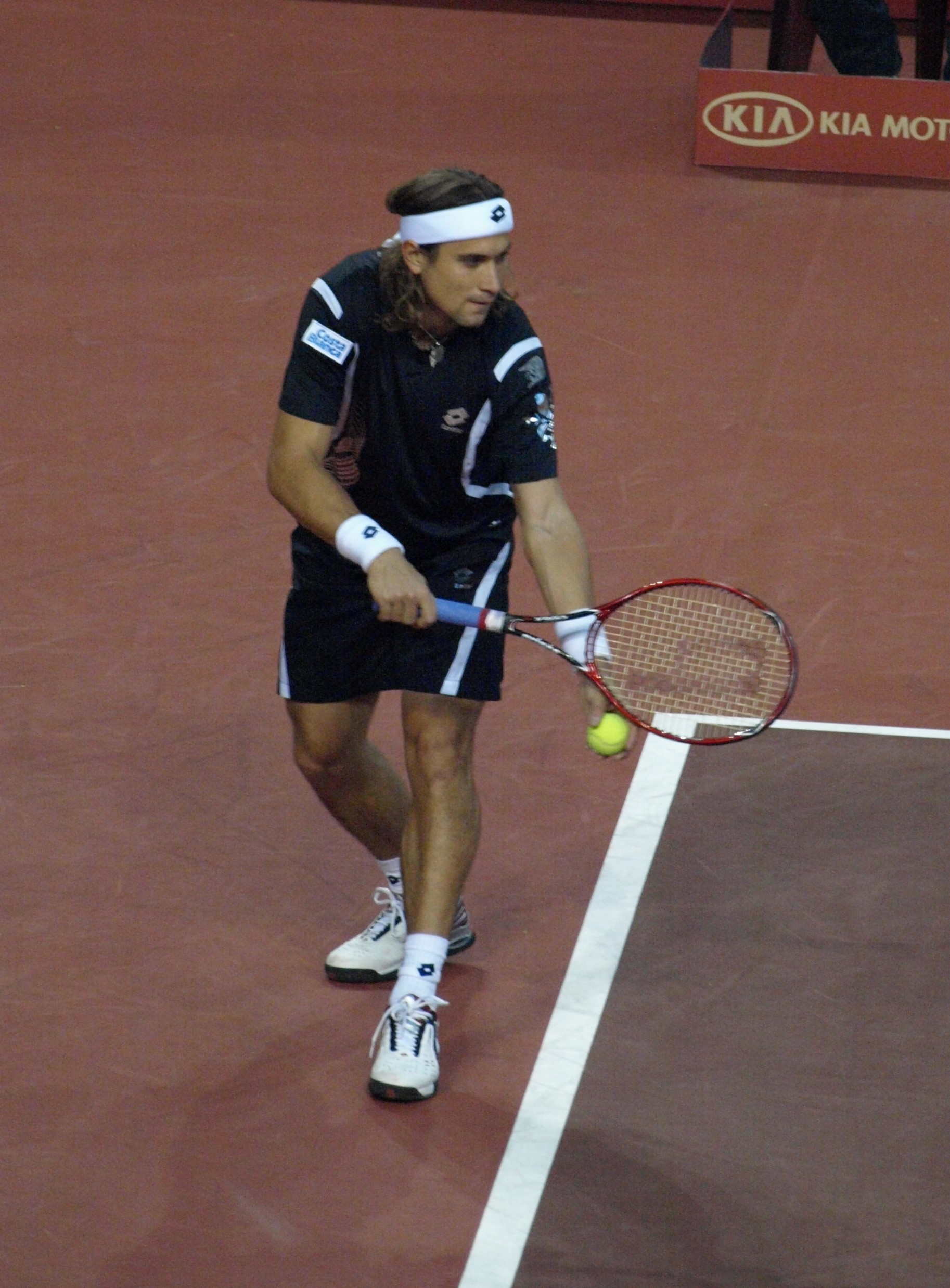
大衛·費雷爾第二次晉級年終賽。

費雷爾在年初的第一項大滿貫系列賽，澳洲公開賽進入第二輪遭到淘汰，費雷爾在南美春季紅土賽季中連續闖入兩項決賽，布宜諾斯艾利斯公開賽，決賽激戰三盤被同胞胡安·卡洛斯·費雷羅以5-7, 6-4, 6-3擊敗。他的今年第一座冠軍在阿卡普爾科網球賽奪得，決賽以6-3, 3-6, 6-1擊敗同胞胡安·卡洛斯·費雷羅。進入歐洲紅土賽季後，費雷爾在四項巡迴賽至少進入四強，蒙地卡羅大師賽、巴塞隆納公開賽和馬德里大師賽。其中在羅馬大師賽首度闖進大師系列賽決賽，結果被衛冕冠軍拉斐爾·納達爾以7-5, 6-2直落二盤擊敗。法國公開賽進入第三輪，費雷爾在溫布頓錦標賽進入第四輪，美國公開賽進入第四輪，中國公開賽闖入決賽，以6-4, 6-2直落二盤敗給頭號種子諾瓦克·喬科維奇。第二座冠軍在瓦倫西亞公開賽，決賽以7-5, 6-3直落二盤擊敗馬塞爾·格拉諾勒斯。
費雷爾第二次參加ATP世界巡迴賽總決賽，上次曾闖入決賽。

### 雙打
| #                                                                     | 球員                                                  | 積分   | 參加賽事 | 入圍日期 |
| --------------------------------------------------------------------- | ----------------------------------------------------- | ------ | -------- | -------- |
| 1                                                                     | 鲍勃·布赖恩（美国） · 迈克·布赖恩（美国）             | 11,460 | 22       | 8月30日  |
| 2                                                                     | 丹尼尔·内斯特（加拿大） · 内纳德·齐莫尼奇（塞尔维亚） | 8,415  | 24       | 8月30日  |
| 3                                                                     | 马赫什·布帕蒂（印度） · 马克斯·米尔内（白俄罗斯）     | 4,270  | 19       | 11月11日 |
| 4                                                                     | 盧卡斯·德勞希（捷克） · 利安德·帕斯（印度）           | 4,015  | 18       | 10月23日 |
| 5                                                                     | 盧卡斯·古博特（波兰） · 奧利華·馬拉治（奥地利）       | 3,735  | 23       | 11月10日 |
| 6                                                                     | 馬利尤斯·費騰柏格（波兰） · 馬辛·麥考斯基（波兰）     | 3,610  | 28       | 11月11日 |
| 7                                                                     | 衛斯理·穆迪（南非） · 迪克·諾曼（比利时）             | 3,375  | 20       | 11月13日 |
| 8                                                                     | 于爾根·梅爾策（奥地利） · 菲利普·普茲斯內爾（德国）   | 2,745  | 12       | 9月14日  |
| #梅爾策與普茲斯內爾入圍原因 根據規定奪得溫布頓冠軍與排名前二十 (39頁) |                                                       |        |          |          |

8月30日，首兩名晉級名額已被確定分別為鲍勃·布赖恩／迈克·布赖恩以及丹尼尔·内斯特／内纳德·齐莫尼奇兩對年終賽冠軍組合。
- 鲍勃·布赖恩／迈克·布赖恩：他們首先奪得澳洲網球公開賽[54]。接著在Delray Beach國際網球錦標賽[2]以及美國男子泥地錦標賽中成功衛冕[55]。其後勝出BNZ意大利國際賽[56]以及馬德里公開賽[57]。其後他們勝出農夫經典賽[58]。接著他們勝出多倫多[59]以及辛辛那提大師賽。在美國公開賽，他們擊敗了亞洲的對手[60]。接著勝出中國公開賽[61]及大衛杜夫瑞士室內網球賽[62]。

- 丹尼尔·内斯特／内纳德·齐莫尼奇：在悉尼國際賽中以6-3、7-6（5）擊敗胡捷斯／卡爾[63]，他們之後勝出荷蘭銀行世界網球錦標賽[64]。在歐洲泥地場，他們有不錯的表現，贏得三項賽事冠冠，包括蒙地卡羅大稍賽[65]、巴塞隆拿公開賽[66]以及在法網以7-5、6-2輕取德勞希/帕斯組合[67]。接著在奧地利銀行網球錦標賽中擊敗波蘭組合費騰伯格/麥考斯基奪得冠軍[68]。他們在巴黎銀行公開賽中被洛佩斯／拿度組合擊敗。在另外三項賽事決賽（澳洲網球公開賽、馬德里公開賽及大衛杜夫瑞士室內賽）中，被布萊恩兄弟所打敗。他們宣佈最後一年合作比賽。

- 马赫什·布帕蒂／马克斯·米尔内：他們曾在四個大師賽錦標中晉身決賽，但只能成功勝出一場。在索尼愛力信公開賽負於德勞希／帕斯組合，其後在蒙地卡羅大師賽決賽中途賽出。然後在辛辛那提敗於布萊恩兄弟。終於在巴黎大師賽勝出[69]，他們亦在華倫西亞公開賽中敗於穋雷兄弟之下（安迪及傑米）。

- 盧卡斯·德勞希／利安德·帕斯：今年他們合作只是勝出索尼愛力信公開賽，他們以6-2、7-5擊敗對手[70]。另外他們晉身四項賽事的決賽，但未能奪冠，分別是布里斯本國際賽、杜拜網球錦標賽、法國網球公開賽以及聯合國兒童慈善基金會公開賽。10月23日，他們是第4隊晉身年終賽的組合。

- 盧卡斯·古博特／奧利華·馬拉治：今年勝出兩場賽事，全為泥地賽，首先在智利勝出影星公開賽[71]，接著勝出墨西哥電訊公開賽[72]。他們亦成功晉身巴西網球公開賽決賽。此外，馬拉治在寶馬公開賽與另一人拍擋時奪得冠軍，而古博特則在羅馬尼亞網球公開賽與另一人拍擋奪標。

- 馬利尤斯·費騰柏格／馬辛·麥考斯基：他們連續八年至少贏得一項雙打冠軍，他們在AEGON國際賽中擊敗英國組合勝出[73]。在美國公開賽後，連續四場賽事進入決賽，但是未能奪冠，分別是馬來西亞網球公開賽、中國網球公開賽、上海大師賽及奧地利銀行網球錦標。

- 衛斯理·穆迪／迪克·諾曼：他們在今年未晉級賽任何賽事的決賽，但是穆迪與斯蒂芬·胡斯曾在美國男子泥地錦標決賽被布萊恩兄弟所擊敗。最好的成績在法網及溫網晉身四強。

- 于爾根·梅爾策／菲利普·普茲斯內爾：在今年首次合作，首先勝出PZB薩格勒布室內賽。接著是溫布頓以6-1、7-5、7-5擊敗羅伯特·林德斯泰特／霍里亞·特卡烏組合，奪得首個大滿貫冠軍。9月13日，由於Rohan Bopanna以及Aisam-ul-Haq Qureshi未能奪得美國公開賽的雙打冠軍[74]，他們是第三名獲得出線資格的組合。普茲斯內爾與卡斯合作在梅塞德斯盃奪亞，而梅爾策在巴黎大師賽及泰國網球公開賽雙打奪亞。

## 分組
根據球員／組合截至11月15日ATP排名而決定。第一種子編為A組，第二種子編為B組，而第三及第四、第五及第六、第七及第八種子則不會被編配至同一組。

### 單打
A組：小組成員依序是，今年包攬三大滿貫冠軍與九屆大滿貫錦標的拉斐爾·納達爾和前澳網冠軍諾瓦克·喬科維奇與前美網冠軍安迪·羅迪克、最後一位則是今年溫布頓亞軍托馬什·貝爾迪赫。這組的成員互相以往對賽記錄分別是，第一種子拉斐爾·納達爾是28勝13負、第三種子諾瓦克·喬科維奇是12勝21負、第六種子托馬什·貝爾迪赫是6勝17負和第八種子安迪·羅迪克是14勝9負。
納達爾是15勝7負領先喬科維奇，他們今年只有一次交手，在今年美國公開賽是納達爾是勝方，儘管喬科維奇在最近四次交手取得三連勝。納達爾也8勝3負領先貝爾迪赫(包括在今年的兩次交手)，納達爾也5勝3負領先羅迪克，雖然最近一次交手是由羅迪克勝出，不過納達爾在最近四次交手中取得三次勝利。羅迪克在另外一面對喬科維奇與貝爾迪赫的對戰紀錄的領先，對喬科維奇5勝2負取得對陣四連勝包括最近一次在辛辛那提的交手。對貝爾迪赫6勝2負也取得對陣四連勝，他們今年交手三次，羅迪克都是勝方，不過邁阿密決賽以後便沒再交手。喬科維奇對納達爾與羅迪克兩人的對戰往績處於落後，他只取得對貝爾迪赫3勝1負的領先，最近一次交手取得勝利，之前台維斯盃四強塞爾維亞對上捷克。
B組：小組成員依序是，今年一項大滿貫冠軍的羅傑·費德勒，兩屆大滿貫亞軍羅賓·索德靈與安迪·穆雷、最後一位則是大衛·費雷爾。這組的成員互相以往對賽記錄分別是，第二種子羅傑·費德勒是驚人的29勝9負、第四種子羅賓·索德靈是11勝20負、第五種子安迪·穆雷是11勝10負、第七種子大衛·費雷爾是7勝19負。
穆雷是8勝5負領先費德勒，他們今年三次決賽三次交手，後者赢得澳網決賽一次，前得赢得多倫多與上海二次。穆雷是2勝2敗打平索德靈，最近一次交手在印第安威爾斯是後者勝出。然而1勝3負落後費雷爾，今年羅馬、馬德里兩次交手都是後者勝出。費德勒對上剩下兩人只有一場敗仗，費德勒是14勝1負領先索德靈，只有法國公開賽八強敗給後者一次、對費雷爾是取得完美的10勝0敗。索德靈是8勝4負領先費雷爾，不過最近一次在瓦倫西亞的交手，費雷爾是勝方。

### 雙打
A組：這組的組合依序是，布赖恩兄弟、德勞希與帕斯、費騰柏格與麥考斯基、梅爾策與普茲斯內爾。每對組合對其他組合的過往總計戰績是，二座大滿貫冠軍布赖恩兄弟以15勝6負領先，法國公開賽亞軍德勞希與帕斯是4勝6負落後，費騰柏格與麥考斯基是7勝12負和溫布頓冠軍梅爾策與普茲斯內爾是0勝2負。

布赖恩兄弟是以4勝1負領先德勞希與帕斯，最近一次交手是在去年ATP世界巡迴總決賽，布赖恩兄弟是勝方，接下來是是以10勝5負領先德勞希與帕斯，最近一次交手是在中國網球公開賽，最後是1勝0負領先梅爾策與普茲斯內爾，最近一次交手是在澳洲網球公開賽。費騰柏格與麥考斯基對德勞希與帕斯2勝2負持平(捷克印度組合從去年以來是0勝2負)與梅爾策與普茲斯內爾組合從未交手。梅爾策與普茲斯內爾以0勝1負落後，最近一次交手是每年ATP第一個巡迴賽布里斯本。
B組：這組的組合依序是，内斯特與齐莫尼奇、布帕蒂與米尔内、古博特與馬拉治、穆迪與諾曼。每對組合對其他組合的過往總計戰績是，内斯特與齐莫尼奇是7勝2負、布帕蒂與米尔内是3勝2負、古博特與馬拉治是3勝6負、穆迪與諾曼是1勝4負。
内斯特與齐莫尼奇是以1勝1負持平布帕蒂與米尔内，最近在蒙地卡羅決賽與巴黎八強發生奇怪的退賽情況，以3勝1負領先古博特與馬拉治，今年二次交手都是勝方，以3勝0負強勢領先穆迪與諾曼，在蒙地卡羅與法國兩場四強賽取得領先。布帕蒂/米尔内與穆迪/諾曼尚未交手，最後以2勝1負領先古博特與馬拉治，三場比賽都是在2010年進行。古博特/馬拉治與穆迪與諾曼是1勝1負持平。

## 對賽往績

### 2010年ATP世界巡迴賽總決賽 – 單打
|   |                 | 納達爾 | 費德勒 | 喬科維奇 | 索德靈 | 穆雷 | 貝爾迪赫 | 費雷爾 | 羅迪克 | 總計  |
| 1 | 拉斐爾·納達爾   |        | 14–7   | 15–7     | 5-2    | 8-4  | 8–3      | 11–3   | 5–3    | 66–29 |
| 2 | 羅傑·費德勒     | 7–14   |        | 12–6     | 14-1   | 5-8  | 9–3      | 10–0   | 20–2   | 77–34 |
| 3 | 諾瓦克·喬科維奇 | 7–15   | 6–12   |          | 5-1    | 4-3  | 3–1      | 5–4    | 2–5    | 32–41 |
| 4 | 羅賓·索德靈     | 2-5    | 1–14   | 1–5      |        | 2–2  | 6–3      | 8–4    | 3–2    | 23–35 |
| 5 | 安迪·穆雷       | 4-8    | 8–5    | 3–4      | 2–2    |      | 1–2      | 1–3    | 6–3    | 25–27 |
| 6 | 托馬什·貝爾迪赫 | 3–8    | 3–9    | 1–3      | 3-6    | 2-1  |          | 2–5    | 2–6    | 16–38 |
| 7 | 大衛·費雷爾     | 3–11   | 0–10   | 4–5      | 4-8    | 3-1  | 5–2      |        | 4–3    | 23–40 |
| 8 | 安迪·羅迪克     | 3–5    | 2–20   | 5–2      | 2-3    | 3-6  | 6–2      | 3–4    |        | 24–42 |

### 2010年ATP世界巡迴賽總決賽 – 雙打
|   |                                  | 布赖恩 | 内斯特 齐莫尼奇 | 布帕蒂 米尔内 | 德勞希 帕斯 | 古博特 馬拉克 | 費騰柏格 麥考斯基 | 穆迪 諾曼 | 梅爾策 普茲斯內爾 | 總計  |
| 1 | 鲍勃·布赖恩/ 迈克·布赖恩         |        | 6–8             | 3–4           | 4–1         | 6–0           | 10–5              | 4–2       | 1–0               | 34-20 |
| 2 | 丹尼尔·内斯特/ 内纳德·齐莫尼奇   | 8–6    |                 | 1–1           | 7–1         | 3–1           | 7–5               | 3–0       | 0–0               | 29–14 |
| 3 | 马赫什·布帕蒂/ 马克斯·米尔内     | 4–3    | 1–1             |               | 0–1         | 2–1           | 3–0               | 0–0       | 1–0               | 11–6  |
| 4 | 盧卡斯·德勞希/ 利安德·帕斯       | 1–4    | 1–7             | 1–0           |             | 0–2           | 2–2               | 2–0       | 1–0               | 8–15  |
| 5 | 盧卡斯·古博特/ 奧利弗·馬拉克     | 0–6    | 1–3             | 1–2           | 2–0         |               | 1–3               | 1–1       | 0–0               | 6–15  |
| 6 | 馬利尤斯·費騰柏格/ 馬辛·麥考斯基 | 5–10   | 5–7             | 0–3           | 2–2         | 3–1           |                   | 0–1       | 0–0               | 15–24 |
| 7 | 衛斯理·穆迪/ 迪克·諾曼           | 2–4    | 0–3             | 0–0           | 0–2         | 1–1           | 1–0               |           | 1–1               | 5–11  |
| 8 | 于爾根·梅爾策/ 菲利普·普茲斯內爾 | 0–1    | 0–0             | 0–1           | 0–1         | 0–0           | 0–0               | 1–1       |                   | 1–4   |

## 賽事日程表

### 小組循環賽

#### 第一天: 2010年11月21日
第一天的比賽先由雙打比賽的A組進行。開幕比賽由布赖恩兄弟直落盤數戰勝梅爾策／普茲斯內爾。
第一場單打比賽，由2008年的四強穆雷迎戰2009年四強索德靈。在ATP世界巡回赛总决赛舉行前6天，他們的排名互相對換，因為索德靈奪得巴黎大師賽冠軍，而以20積分之差超過穆雷。第一盤，穆雷破發三次而以6-2拿下；第二盤，索德靈恢復競爭力，但在盤末遭到破發，而讓穆雷6-2, 6-4只花80分鐘直落二盤獲勝。
在第三場比賽，波蘭組合費騰柏格／麥考斯基迎戰德勞希／帕斯，以6-3, 7-6獲勝，在A組完成開幕戰後，以一局之差落後布赖恩兄弟。
最後一場比賽是2007年的決賽陣容，由費德勒對上費雷爾。第一盤，費德勒用15分鐘迅速取得4-0的領先，第五局，費雷爾破發一次，拿下唯一1局，費德勒之後連拿2局，以6-1拿下首盤；第二盤，雙方狀態較為將近且互有破發機會，費德勒逃過三個破發危機後，再破發一次，最後在賽末發球局成功保發結束比賽，這位瑞士天王以6-1, 6-4直落二盤獲勝。這是費德勒在年終錦標賽第30場勝利，A組以1局之差領先穆雷。
| 比賽地點：O2体育馆                                                                             | 比賽地點：O2体育馆                  | 比賽地點：O2体育馆                  | 比賽地點：O2体育馆 |
| 小組                                                                                           | 勝方                                | 負方                                | 比分               |
| ---------------------------------------------------------------------------------------------- | ----------------------------------- | ----------------------------------- | ------------------ |
| 雙打 - A組                                                                                     | 鲍勃·布赖恩 迈克·布赖恩 [1]         | 于爾根·梅爾策 菲利普·普茲斯內爾 [7] | 6-3, 7-5           |
| 單打 - B組                                                                                     | 安迪·穆雷 [5]                       | 羅賓·索德靈 [4]                     | 6-2, 6-4           |
| 雙打 - A組                                                                                     | 馬利尤斯·費騰柏格 馬辛·麥考斯基 [6] | 盧卡斯·德勞希 利安德·帕斯 [4]       | 6-3, 7-63          |
| 單打 - B組                                                                                     | 羅傑·費德勒 [2]                     | 大衛·費雷爾 [7]                     | 6-4, 6-4           |
| 第1場比賽從12:15 PM開始，第2場比賽不早於2:00 PM，第三場比賽6:15PM開始和第四場比賽不早於2:00 PM |                                     |                                     |                    |

#### 第二天: 2010年11月22日
第一場進行雙打B組的比賽，由布帕蒂／米尔内迎戰古博特／馬拉克，第一盤，雙方僵持至搶七決勝局，最後由布帕蒂／米尔内以7-6拿下；第二盤，布帕蒂／米尔内成功破發以6-4結束比賽，以7-6, 6-4獲勝，這場勝利的結果，讓他們的排名排在第二。
第一場單打比賽，由A組的2008年冠軍喬科維奇迎戰首次進入年終錦標賽的捷克球員貝爾迪赫。第一盤，喬科維奇一開始便破發成功，最後以6-3拿下；第二盤，喬科維奇僅破發一次，也以6-3結束比賽，這場比賽的結果，讓他佔據A組排名第一。
第三場進行雙打B組的比賽，内斯特／齐莫尼奇迎戰穆迪／諾曼，内斯特／齐莫尼奇整場比賽表現強勢，以6-2, 6-1只失三局結束比賽。
在最後一場比賽，納達爾迎戰羅迪克，第一盤，拿度一度落後以3-6陷入苦戰，幸好在第二盤開始恢復水準，勝出搶七決勝局，接著在第三盤以6-4勝出。
| 比賽地點：O2体育馆                                                                             | 比賽地點：O2体育馆                | 比賽地點：O2体育馆              | 比賽地點：O2体育馆 |
| 小組                                                                                           | 勝方                              | 負方                            | 比分               |
| ---------------------------------------------------------------------------------------------- | --------------------------------- | ------------------------------- | ------------------ |
| 雙打 - B組                                                                                     | 马赫什·布帕蒂 马克斯·米尔内 [4]   | 盧卡斯·古博特 奧利弗·馬拉克 [5] | 7-62, 6-4          |
| 單打 - A組                                                                                     | 諾瓦克·喬科維奇 [3]               | 托馬什·貝爾迪赫 [6]             | 6-3, 6-3           |
| 雙打 - B組                                                                                     | 丹尼尔·内斯特 内纳德·齐莫尼奇 [2] | 衛斯理·穆迪 [8] 迪克·諾曼 [8]   | 6-1, 6-2           |
| 單打 - A組                                                                                     | 拉斐爾·納達爾 [1]                 | 安迪·羅迪克 [8]                 | 3-6, 7-65, 6-4     |
| 第1場比賽從12:15 PM開始，第2場比賽不早於2:00 PM，第三場比賽6:15PM開始和第四場比賽不早於2:00 PM |                                   |                                 |                    |

#### 第三天：2010年11月23日
第三天第一場比賽（雙打A組），梅爾策／普茲斯內爾迎戰德勞希／帕斯，雙方激戰三盤，梅爾策／普茲斯內爾在搶十以10-8獲勝。
第三天第二場比賽（單打B組），費德勒出乎意料的以6-4, 6-2二盤擊敗穆雷。
第三天第三場比賽（雙打A組），爆出冷門，布赖恩兄弟迎戰費騰柏格／麥考斯基，雙方激戰三盤，費騰柏格／麥考斯基在搶十以10-8獲勝。
第三天第四場比賽（單打B組），索德靈迎戰費雷爾，以7-5, 7-5兩盤獲勝，費雷爾確定無法進入四強。
| 比賽地點：O2体育馆                                                                             | 比賽地點：O2体育馆                  | 比賽地點：O2体育馆            | 比賽地點：O2体育馆    |
| 小組                                                                                           | 勝方                                | 負方                          | 比分                  |
| ---------------------------------------------------------------------------------------------- | ----------------------------------- | ----------------------------- | --------------------- |
| 雙打 - A組                                                                                     | 于爾根·梅爾策 菲利普·普茲斯內爾 [7] | 盧卡斯·德勞希 利安德·帕斯 [3] | 7-6（9）、4-6、[10-8] |
| 單打 - B組                                                                                     | 羅傑·費德勒 [2]                     | 安迪·穆雷 [5]                 | 6-4、6-2              |
| 雙打 - A組                                                                                     | 馬利尤斯·費騰柏格 馬辛·麥考斯基 [6] | 鲍勃·布赖恩 迈克·布赖恩 [1]   | 2-6、7-6（4）、[10-8] |
| 單打 - B組                                                                                     | 羅賓·索德靈 [4]                     | 大衛·費雷爾 [7]               | 7-5、7-5              |
| 第1場比賽從12:15 PM開始，第2場比賽不早於2:00 PM，第三場比賽6:15PM開始和第四場比賽不早於8:00 PM |                                     |                               |                       |

#### 第四天：2010年11月24日
賽事中最低排名的穆迪／諾曼，以6-1, 6-3只失四局擊敗古博特／馬拉克，獲得首場勝利。
貝爾迪赫以7-5, 6-3兩盤擊敗羅迪克取得勝利，使羅迪克幾乎無機會進入四強。
加拿大球手内斯特／塞爾維亞球手齐莫尼奇，以7-65, 7-61兩盤搶七決勝局擊敗布帕蒂／米尔内。
最後一場比賽是今年美國公開賽決賽陣容，納達爾迎戰喬科維奇。第一盤，喬科維奇在納達爾的首個發球局有破發點，不過被化解了，第五局納達爾在三個破發點之中，浪費二次破發機會，在第三個成功破發，以3-2領先，不過隨即被喬科維奇直落四分回破，雙方回到3-3開始互相保發，不過喬科維奇出現隱形眼鏡的問題，和雙方4-4申請延長暫停時間來試圖解決問題，五分鐘之後，缺席的喬科維奇回到場上和發球，納達爾在雙方5-5完成關鍵的破發，然後在自己賽末發球局中再度逃過破發點以7-5拿下首盤；第二盤，喬科維奇被允許延長暫停時間，且再一次去處理隱形眼鏡的問題，納達爾感到不滿，對於喬科維奇用同樣的理由被允許有長度與配備暫停比賽，喬科維奇回到場上後，納達爾成功破發兩次，取得4-0的領先，接著雙方互相保發，最後在賽末發球局完成保發，納達爾以7-5, 6-2直落二盤獲勝。
| 比賽地點：O2体育馆                                                                             | 比賽地點：O2体育馆                | 比賽地點：O2体育馆              | 比賽地點：O2体育馆 |
| 小組                                                                                           | 勝方                              | 負方                            | 比分               |
| ---------------------------------------------------------------------------------------------- | --------------------------------- | ------------------------------- | ------------------ |
| 雙打 - B組                                                                                     | 衛斯理·穆迪 迪克·諾曼 [7]         | 盧卡斯·古博特 奧利弗·馬拉克 [5] | 6-1、6-3           |
| 單打 - A組                                                                                     | 托馬什·貝爾迪赫 [6]               | 安迪·羅迪克 [8]                 | 7-5、6-3           |
| 雙打 - B組                                                                                     | 丹尼尔·内斯特 内纳德·齐莫尼奇 [2] | 马赫什·布帕蒂 马克斯·米尔内 [3] | 7-6（5）、7-6（1） |
| 單打 - A組                                                                                     | 拉斐爾·拿度 [1]                   | 諾華克·祖高域 [3]               | 7-5、6-2           |
| 第1場比賽從12:15 PM開始，第2場比賽不早於2:00 PM，第三場比賽6:15PM開始和第四場比賽不早於8:00 PM |                                   |                                 |                    |

#### 第五天：2010年11月25日
世界第一布赖恩兄弟以6-3, 6-4兩盤擊敗德勞希／帕斯，後者無法進入四強。
費達拿展現不可打敗的氣勢，以7-65, 6-3擊敗索德靈，成為首位出線的球手，索德靈確定遭到淘汰，無法進入四強。
波蘭組合費騰柏格／麥考斯基以6-3, 7-67擊敗梅爾策／普茲斯內爾，第二組進入四強的組合。
而梅利則以兩盤6-2擊敗費拿，以第二名晉身四強，後者則三戰全敗出局。
| 比賽地點：O2体育馆                                                                             | 比賽地點：O2体育馆                  | 比賽地點：O2体育馆                  | 比賽地點：O2体育馆 |
| 小組                                                                                           | 勝方                                | 負方                                | 比分               |
| ---------------------------------------------------------------------------------------------- | ----------------------------------- | ----------------------------------- | ------------------ |
| 雙打 - A組                                                                                     | 鲍勃·布赖恩 迈克·布赖恩 [1]         | 盧卡斯·德勞希 利安德·帕斯 [4]       | 6-3、6-4           |
| 單打 - B組                                                                                     | 羅傑·費德勒 [2]                     | 羅賓·索德靈 [4]                     | 7-6（5）、6-4      |
| 雙打 - A組                                                                                     | 馬利尤斯·費騰柏格 馬辛·麥考斯基 [6] | 于爾根·梅爾策 菲利普·普茲斯內爾 [8] | 6-3、7-6（7）      |
| 單打 - B組                                                                                     | 安迪·梅利 [5]                       | 大衛·費拿 [7]                       | 6-2、6-2           |
| 第1場比賽從12:15 PM開始，第2場比賽不早於2:00 PM，第三場比賽6:15PM開始和第四場比賽不早於8:00 PM |                                     |                                     |                    |

#### 第六天：2010年11月26日
古博特／馬拉治雖然以三盤6-0, 1-6, [10-6]擊敗内斯特／齐莫尼奇，不過仍無法進入四強，後者因戰績領先仍然進入四強。
納達爾直落二盤擊敗貝爾迪赫，以三戰全勝晉級四強。
雙打最後一場小組賽，布帕蒂／米尔内以兩盤6-4擊敗穆迪／諾曼，他們以第二名進入四強。
單打最後一場小組賽，喬科維奇以6-2, 6-3擊敗羅迪克，以第二名之姿晉身四強。
| 比賽地點：O2体育馆                                                                             | 比賽地點：O2体育馆              | 比賽地點：O2体育馆                | 比賽地點：O2体育馆 |
| 小組                                                                                           | 勝方                            | 負方                              | 比分               |
| ---------------------------------------------------------------------------------------------- | ------------------------------- | --------------------------------- | ------------------ |
| 雙打 - B組                                                                                     | 盧卡斯·古博特 奧利弗·馬拉克 [5] | 丹尼尔·内斯特 内纳德·齐莫尼奇 [2] | 6-0、1-6、[10-6]   |
| 單打 - A組                                                                                     | 拉斐爾·拿度 [1]                 | 托馬什·貝爾迪赫 [6]               | 7-6（3）、6-1      |
| 雙打 - B組                                                                                     | 马赫什·布帕蒂 马克斯·米尔内 [3] | 衛斯理·穆迪 迪克·諾曼 [7]         | 6-4、6-4           |
| 單打 - A組                                                                                     | 諾華克·祖高域 [3]               | 安迪·羅迪克 [8]                   | 6-2、6-3           |
| 第1場比賽從12:15 PM開始，第2場比賽不早於2:00 PM，第三場比賽6:15PM開始和第四場比賽不早於8:00 PM |                                 |                                   |                    |

#### 第七天：2010年11月27日
第一場雙打比賽爆出冷門，内斯特／齐莫尼奇以6-3, 3-6, [12-10]擊敗布萊恩兄弟，其中在第三盤還驚險的搶下，他們在9-10時逃過賽末點在連拿三分而晉級決賽。
第二場雙打比賽，布帕蒂／米尔内以6-4, 6-4直落二盤擊敗，波蘭組合處於壓力下，儘管逃過多達四記賽末點，仍在第五記賽末點，麥考斯基面對米尔内發生失誤而落敗。
第一場單打比賽，納達爾對上地主英雄梅利，納達爾在第一盤搶七局拿下前，前面十二局沒有破發，其中一個亮點是雙方經過36拍多拍來回由梅利得分，第二盤，梅利在兩破發以6-3拿下，第三盤，納達爾首先破發，不過在賽末發球局遭到梅利反破，最後雙方相持再度來到搶七局，納達爾雖然浪費二個賽末點，不過最終苦戰三小時獲勝。
費德勒以6-1, 6-4直落二盤擊敗喬科維奇，以宿敵納達爾會師決賽，這是他們今年第二度交手，上次交手是在今年馬德里決賽。
| 比賽地點：O2体育馆                                                                             | 比賽地點：O2体育馆                | 比賽地點：O2体育馆                  | 比賽地點：O2体育馆      |
| 小組                                                                                           | 勝方                              | 負方                                | 比分                    |
| ---------------------------------------------------------------------------------------------- | --------------------------------- | ----------------------------------- | ----------------------- |
| 雙打-準決賽                                                                                    | 丹尼尔·内斯特 内纳德·齐莫尼奇 [2] | 鲍勃·布赖恩 迈克·布赖恩 [1]         | 6-3、3-6、[12-10]       |
| 單打-準決賽                                                                                    | 拉斐爾·拿度 [1]                   | 安迪·梅利 [5]                       | 7-6（5）、3-6、7-6（6） |
| 雙打-準決賽                                                                                    | 马赫什·布帕蒂 马克斯·米尔内 [3]   | 馬利尤斯·費騰柏格 馬辛·麥考斯基 [6] | 6-4、6-4                |
| 單打-準決賽                                                                                    | 羅傑·費德勒 [2]                   | 諾華克·祖高域 [3]                   | 6-1、6-4                |
| 第1場比賽從12:15 PM開始，第2場比賽不早於2:00 PM，第三場比賽6:15PM開始和第四場比賽不早於8:00 PM |                                   |                                     |                         |

#### 第八天：2010年11月28日
内斯特／齐莫尼奇花費1小時21分以7-66, 6-4擊敗4號種子布帕蒂／米尔内，奪下冠軍，這是他們共同合作的第2座冠軍。
費德勒擊敗納達爾，拿下職業生涯第5個年終賽冠軍，追平桑普拉斯與藍道，與他們共同保持五座冠軍，費德勒整場呈現出不可擊敗的狀態，決賽經過1小時又37分，以6-3, 3-6, 6-1三盤比分獲勝，納達爾仍以14勝8負持續領先對戰往績與排名。
| 比賽地點：O2体育馆                             | 比賽地點：O2体育馆                | 比賽地點：O2体育馆              | 比賽地點：O2体育馆 |
| 小組                                           | 冠軍                              | 亞軍                            | 比分               |
| ---------------------------------------------- | --------------------------------- | ------------------------------- | ------------------ |
| 雙打-決賽                                      | 丹尼尔·内斯特 内纳德·齐莫尼奇 [2] | 马赫什·布帕蒂 马克斯·米尔内 [3] | 7-6（6）、6-4      |
| 單打-決賽                                      | 羅傑·費達拿 [2]                   | 拉斐爾·拿度 [1]                 | 6-3、3-6、6-1      |
| 第1場比賽從3:00 PM開始，第2場比賽不早於5:30 PM |                                   |                                 |                    |

## 獎金和積分
2010年ATP巡迴賽總決賽的總獎金為500萬美元。
| 階段         | 單打      | 雙打1     | 積分 |
| ------------ | --------- | --------- | ---- |
| 冠軍         | +$770,000 | +$125,000 | +500 |
| 亞軍         | +$380,000 | +$30,000  | +400 |
| 循環賽 (3勝) | $480,0002 | $122,5003 | 600  |
| 循環賽 (2勝) | $360,0002 | $100,0003 | 400  |
| 循環賽 (1勝) | $240,0002 | $87,5003  | 200  |
| 循環賽 (0勝) | $120,0002 | $65,0003  | 0    |
| 候補者       | $70,000   | $25,000   | –    |

- 1 雙打獎金對分
- 2 每場比賽基礎: $70,000 = 1場，$95,000 = 2場，$120,000 = 3場
- 3 每場比賽基礎: $30,000 = 1場，$50,000 = 2場，$65,000 = 3場

## 冠軍得主

### 單打
羅傑·費達拿 擊敗  拉斐爾·拿度（6-3, 3-6, 6-1）
- 羅傑·費達拿奪得職業生涯第5座ATP年終賽單打冠軍，也是第66座單打冠軍。

### 雙打
丹尼尔·内斯特 /  内纳德·齐莫尼奇 擊敗  马赫什·布帕蒂 /  马克斯·米尔内（7-66, 6-4）

## 外部連結
- 官方網站